# Los Machucos
O alto de Los Machucos (em cântabro: Colláu Espina) é um passo de montanha no sector mais oriental da Cordilheira Cantábrica, conhecido como as montanhas pasiegas, na Cantábria, Espanha. A estrada, que tem um comprimento de uns 14 km, foi projetada e traçada entre 2003 e 2007.
Está situado a 921 msnm de altitude e comunica Bustablado (Arredondo) com Calseca (Ruesga) e San Roque de Riomiera. É conhecido pelas suas rampas do 15-20%, chegando ao 28% em determinados pontos. A média é de 7,76% e possui um desnível de 700 m aproximadamente.
Em sua cimeira encontra-se o monumento à vaca pasiega. Aqui finalizou a 17.ª etapa da edição de 2017 da Volta a Espanha.
| Ano  | Etapa | Data          | Cat. | Saída      | Km    | Ganhador      | Líder        |
| 2017 | 17.ª  | 6 de setembro | Esp. | Villadiego | 180,5 | Stefan Denifl | Chris Froome |